# پل هشتم اهواز

پل هشتم - ۲۵۷۹ ش.

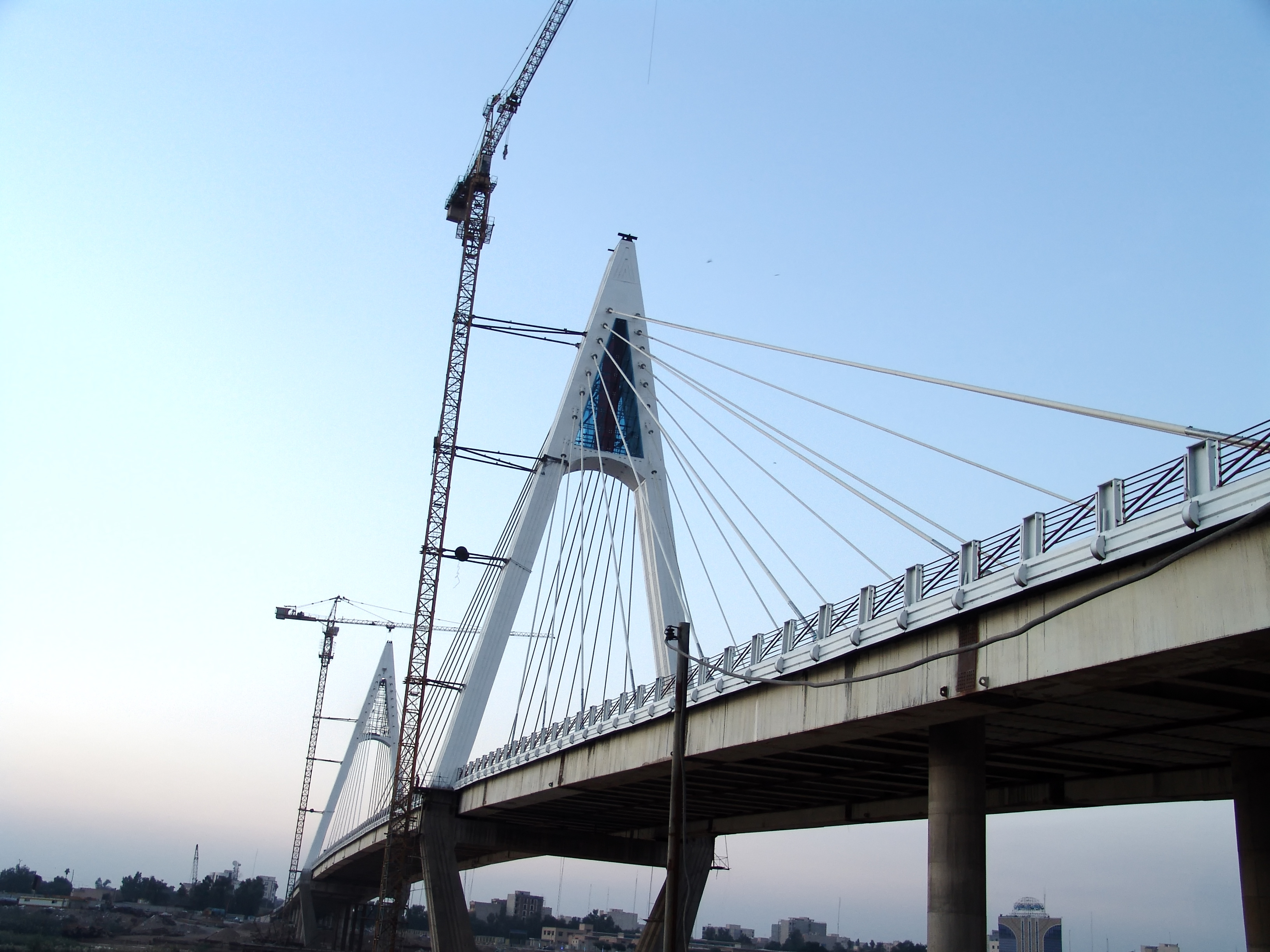
پل هشتم اهواز (در حال ساخت)

پل هشتم یا پل کابلی، که با نام غدیر نیز شناخته می‌شود، هشتمین پل شهری بر روی رودخانه کارون در شهر اهواز، استان خوزستان است.

## مشخصات فنی
پل هشتم، سازه‌ای‌ست از نوع کابلی ترکه‌ای (cable‑stayed):
- طول: حدود ۱۰۱۴ متر و عرض: به‌طور تقریبی ۲۲ متر؛ چهار باند تردد (دو رفت و دو برگشت) دارد.
- عرشه: بدون پایه سنتی ساخته شده و تنها توسط کابل‌ها نگهداری می‌شود.
- پایلون‌ها: دو پایهٔ عظیم به شکل حرف A انگلیسی، نمادی از «Ahvaz»، با ارتفاع حدود ۸۱ متر از سطح آب.
- کابل‌ها: به‌طورکل ۳۲ کابل در دو سمت پل، با طول کلی حدود ۱۷۰ کیلومتر.

## تاریخچه ساخت
- آغاز برنامه‌ساخت: بهمن ۱۳۸۴
- پایان ساخت و گشایش رسمی: اسفند ۱۳۹۰، ‌با حضور رئیس‌جمهور وقت
- هزینه ساخت اعلام‌شده: حدود ۴۰ میلیارد تومان

## جایگاه و عملکرد
- این پل، محله‌ی امانیه و خیابان تخت سلیمان (غرب کارون) را به خیابان زند (شرق کارون یا پادادشهر) پیوند می‌دهد و یکی از نقطه‌های اصلی عبور خودرو در اهواز است.

## ارزش نمادین و گردشگری
- پس از پل سفید، پل هشتم به‌عنوان نماد معماری مدرن شهری اهواز شناخته می‌شود و در شب با نورپردازی جلوه‌ای ویژه دارد.
- پیش از گشایش پل معلق مشکین‌شهر، پل هشتم اهواز، بزرگ‌ترین پل کابلی درون‌شهری خاورمیانه شمرده می‌شد.